# Hallenhockey-Europameisterschaft der Herren 2020
Die Hallenhockey-Europameisterschaft der Herren 2020 war die 19. Auflage der Hallenhockey-EM der Herren. Sie fand vom 17. bis 19. Januar in Berlin statt, acht Mannschaften nahmen daran teil. Sieger wurde die deutsche Nationalmannschaft, die im Endspiel Österreich mit 6:3 bezwang.
Das Turnier sollte zunächst in Krefeld stattfinden, wurde vom Ausrichter Crefelder HTC aber aus Vermarktungsgründen wieder abgegeben.

## Modus
Die acht teilnehmenden Mannschaften spielten in zwei Vierergruppen jeder-gegen-jeden. Die zwei bestplatzierten Teams erreichten das Halbfinale, ab dort wurde im K.-o.-Modus gespielt. Die beiden letztplatzierten Teams jeder Gruppe bildeten eine neue Gruppe C und spielten jeweils gegen die Teams, auf die sie noch nicht in der Gruppenphase getroffen waren. Die beiden letzten Teams dieser Gruppe C stiegen in die Europameisterschaft II ab.

## Deutsche Mannschaft
Dem deutschen Nationaltrainer Valentin Altenburg standen für das Turnier keine Nationalspieler zur Verfügung, die Teil des Kaders für die Olympischen Spiele in Tokio sein sollten, da diese sich parallel auf dieses Turnier vorbereiteten. Altenburg nominierte für das Turnier vor allem junge Spieler, die im Jahr zuvor den U21-Felhockey-Europameistertitel gewonnen hatten. Ergänzt wurde das Team vom erfahrenen Olympiasieger Jan Philipp Rabente.

## Vorrunde
Alle Zeiten in MEZ.

### Gruppe A
| Rang | Land       | Spiele | Tore  | Differenz | Punkte |
| ---- | ---------- | ------ | ----- | --------- | ------ |
| 1    | Österreich | 3      | 16:7  | +9        | 9      |
| 2    | Russland   | 3      | 13:12 | +1        | 6      |
| 3    | Polen      | 3      | 12:14 | −2        | 3      |
| 4    | Ukraine    | 3      | 8:16  | −8        | 0      |

Legende: qualifiziert für die Finalspiele, Teilnahme an der Abstiegsrunde
| Datum                 | Team 1     | Team 2     | Ergebnis |
| --------------------- | ---------- | ---------- | -------- |
| 17. Januar 2020 10:00 | Polen      | Ukraine    | 5:4      |
| 17. Januar 2020 11:15 | Österreich | Russland   | 5:3      |
| 17. Januar 2020 16:00 | Russland   | Ukraine    | 5:3      |
| 17. Januar 2020 17:15 | Polen      | Österreich | 3:5      |
| 18. Januar 2020 9:00  | Österreich | Ukraine    | 6:1      |
| 18. Januar 2020 10:15 | Russland   | Polen      | 5:4      |

### Gruppe B
| Rang | Land        | Spiele | Tore  | Differenz | Punkte |
| ---- | ----------- | ------ | ----- | --------- | ------ |
| 1    | Deutschland | 3      | 31:9  | +22       | 9      |
| 2    | Niederlande | 3      | 19:13 | +6        | 6      |
| 3    | Tschechien  | 3      | 8:21  | −15       | 3      |
| 4    | Belgien     | 3      | 8:23  | −15       | 0      |

Legende: qualifiziert für die Finalspiele, Teilnahme an der Abstiegsrunde
| Datum                 | Team 1      | Team 2      | Ergebnis |
| --------------------- | ----------- | ----------- | -------- |
| 17. Januar 2020 12:30 | Tschechien  | Niederlande | 2:6      |
| 17. Januar 2020 13:45 | Deutschland | Belgien     | 12:1     |
| 17. Januar 2020 18:30 | Belgien     | Niederlande | 4:7      |
| 17. Januar 2020 19:45 | Tschechien  | Deutschland | 2:12     |
| 18. Januar 2020 11:30 | Belgien     | Tschechien  | 3:4      |
| 18. Januar 2020 12:45 | Deutschland | Niederlande | 7:6      |

## Abstiegsrunde
Die Ergebnisse gegen den jeweiligen Gruppengegner werden in die Abstiegsrunde mitgenommen.
Polen und die Ukraine steigen ab und nehmen an der Hallenhockey-Europameisterschaft II 2022 teil.

### Gruppe C
| Rang | Land       | Spiele | Tore  | Differenz | Punkte |
| ---- | ---------- | ------ | ----- | --------- | ------ |
| 5    | Tschechien | 3      | 10:8  | +2        | 7      |
| 6    | Belgien    | 3      | 20:15 | +5        | 6      |
| 7    | Polen      | 3      | 12:14 | −2        | 4      |
| 8    | Ukraine    | 3      | 13:18 | −5        | 0      |

Legende: Teilnahme an der Hallenhockey-Europameisterschaft der Herren 2022, Abstieg in die Hallenhockey-Europameisterschaft II der Herren 2022
| Datum                 | Team 1     | Team 2     | Ergebnis |
| --------------------- | ---------- | ---------- | -------- |
| 18. Januar 2020 16:45 | Ukraine    | Belgien    | 7:10     |
| 18. Januar 2020 18:00 | Polen      | Tschechien | 3:3      |
| 19. Januar 2020 10:00 | Polen      | Belgien    | 4:7      |
| 19. Januar 2020 11:15 | Tschechien | Ukraine    | 3:2      |

## Finalrunde

### Halbfinals
| Datum                 | Team 1      | Team 2      | Ergebnis |
| --------------------- | ----------- | ----------- | -------- |
| 18. Januar 2020 19:15 | Österreich  | Niederlande | 5:3      |
| 18. Januar 2020 20:45 | Deutschland | Russland    | 6:1      |

### Spiel um Platz 3
| Datum                 | Team 1      | Team 2   | Ergebnis |
| --------------------- | ----------- | -------- | -------- |
| 19. Januar 2020 13:00 | Niederlande | Russland | 11:3     |

### Finale
| Datum                 | Team 1     | Team 2      | Ergebnis |
| --------------------- | ---------- | ----------- | -------- |
| 19. Januar 2020 14:30 | Österreich | Deutschland | 3:6      |

## Platzierungen
| Pl. | Mannschaft  |
| --- | ----------- |
|     | Deutschland |
|     | Österreich  |
|     | Niederlande |
| 4   | Russland    |
| 5   | Tschechien  |
| 6   | Belgien     |
| 7   | Polen       |
| 8   | Ukraine     |

Die Mannschaften auf den Plätzen 1–5 qualifizieren sich für die Hallenhockey-Weltmeisterschaft der Herren 2021. Belgien ist als Gastgeber bereits qualifiziert.

## Torschützen
| Pl. | Spieler          | Tore |
| --- | ---------------- | ---- |
| 1   | Boris Burkhardt  | 11   |
|     | Michael Körper   | 11   |
| 3   | Philippe Simar   | 10   |
| 4   | Raphael Hartkopf | 9    |
|     | Jan Schiffer     | 9    |
| 6   | Jochem Bakker    | 7    |
|     | Alexander Bele   | 7    |
|     | Paul Dösch       | 7    |
|     | Mateusz Hulboj   | 7    |
|     | Michal Kasprzyk  | 7    |
|     | Nicki Leijs      | 7    |